# Creand
Creand (anteriorment Crèdit Andorrà) és un grup financer del Principat d'Andorra fundat el 1950 i amb presència a Espanya, Luxemburg, els Estats Units (Miami) i Panamà. El 2023, comptava amb un volum de negoci de 27.620 M€.

## Història
Creand Crèdit Andorrà es va fundar el 1950 a càrrec d'un grup d'emprenedors en una Andorra que començava a caminar en l'àmbit del comerç i dels serveis.
El 1990, l'entitat amplià els seus serveis amb la creació de la gestora d'actius financers del grup i el 1996, amb l'obertura de la branca asseguradora.
El 2005, adquirí i integrà la filial andorrana de CaixaBank. L'any 2008 començà el procés d'internacionalització del grup, i el 2011, comprà el 85% del Banco Alcalá, un banc orientat a la gestió global de patrimonis per a clients privats i institucionals, amb seu a Madrid i oficines a Barcelona i València.
El 2021, Crèdit Andorrà va adquirir el 100% de Vall Banc.
L'any 2023, la societat gestora de la filial espanyola completà la fusió per absorció de GBS Finanzas Investcapital AV, l'agència de valors de GBS Finance especialitzada en l'assessorament a clients d'alts patrimonis i family office.
Amb la implantació de la marca Creand a Andorra a partir del 2023, el banc andorrà passà a dir-se Creand Crèdit Andorrà; la gestora és Creand Asset Management, l'asseguradora Creand Assegurances Estalvi i la fundació és Creand Fundació. Les filials que operen a Espanya, els Estats Units i Panamà s'agrupen sota el nom de Creand Wealth Management. A Luxemburg, la denominació del banc és Creand Wealth & Securities.

## Serveis
En l'àmbit internacional, el grup ofereix serveis de banca privada i gestió de patrimonis, basats en un model d'arquitectura oberta, especialitzat i flexible, amb l'assessorament personalitzat com a principi clau.
A Andorra, Creand Crèdit Andorrà proporciona un servei de banca privada, banca comercial i gestió d'actius. Ha incorporat el pagament amb telèfons mòbils,  un servei d'inversions digitalitzat (Merkaat), i programes d'acceleració empresarial (Scale Lab Andorra).
Des de 2020 impulsa la Càtedra Creand d'Emprenedoria i Banca de la IESE Business School, que substitueix la Càtedra Crèdit Andorrà de Mercats, Organitzacions i Humanisme, que funcionava des de 2006.

## Patrocinis esportius
En l'àmbit esportiu, el grup patrocina fonamentalment l'esquí, i també tennis, piragüisme i golf. Mitjançant el canal Creand Supporting, dedicat als patrocinis esportius, comparteix a les xarxes socials l'actualitat d'aquests esports.
Quant a l'esquí i el sector de la neu, estratègics per al Principat d'Andorra, participa en l'accionariat de SETAP 365; té acords de patrocini amb la Federació Andorrana d'Esquí (FAE), i amb les estacions d'esquí; promou l'esquí  alpí de competició i esportistes destacats, i patrocina anualment diferents clubs d'esquí i esdeveniments esportius com les Finals de la Copa del Món d'esquí alpí, la Copa del Món UCI de BTT.
També patrocina el torneig Creand Open de tennis, i està impulsant els esports electrònics a Andorra.

## Creand Fundació
Es va constituir el 1987 amb l'objectiu de contribuir al desenvolupament social i cultural del Principat d'Andorra. Com a fundació privada centra els seus esforços en tres àmbits: educació i coneixement, ajuda social, i creació i cultura.

## Premis i reconeixements
En el conjunt dels bancs d'Andorra ha rebut anualment i des de 2002 el reconeixement del Financial Times i del Global Banking and Finance Review com a millor banc, millor banc digital, millor RSC i millor banca privada d'Andorra.